# Carthago Dilecta Est
La Carthago Dilecta Est è una regata velica internazionale che unisce idealmente le due sponde del Mar Mediterraneo dall'Italia alla Tunisia.
La prima edizione della competizione, che parte tradizionalmente l'ultimo fine settimana di luglio ogni anno, risale al 1999. Dopo l'interruzione del 2011 a causa dell'instabilità politica in Tunisia, il 28 luglio 2012 è partita la quattordicesima edizione della competizione alla quale hanno partecipato nove imbarcazioni.